# Volksabstimmung in Norwegen 1972

Beitrittsverhandlungen zur EU 1970–72:

Am 24. und 25. September 1972 fand in Norwegen eine Volksabstimmung über den Beitritt des Landes zur Europäischen Wirtschaftsgemeinschaft statt. Bei einer Wahlbeteiligung von 79,2 Prozent wurde der Beitritt von 53,5 Prozent der Wähler abgelehnt.

## Hintergrund

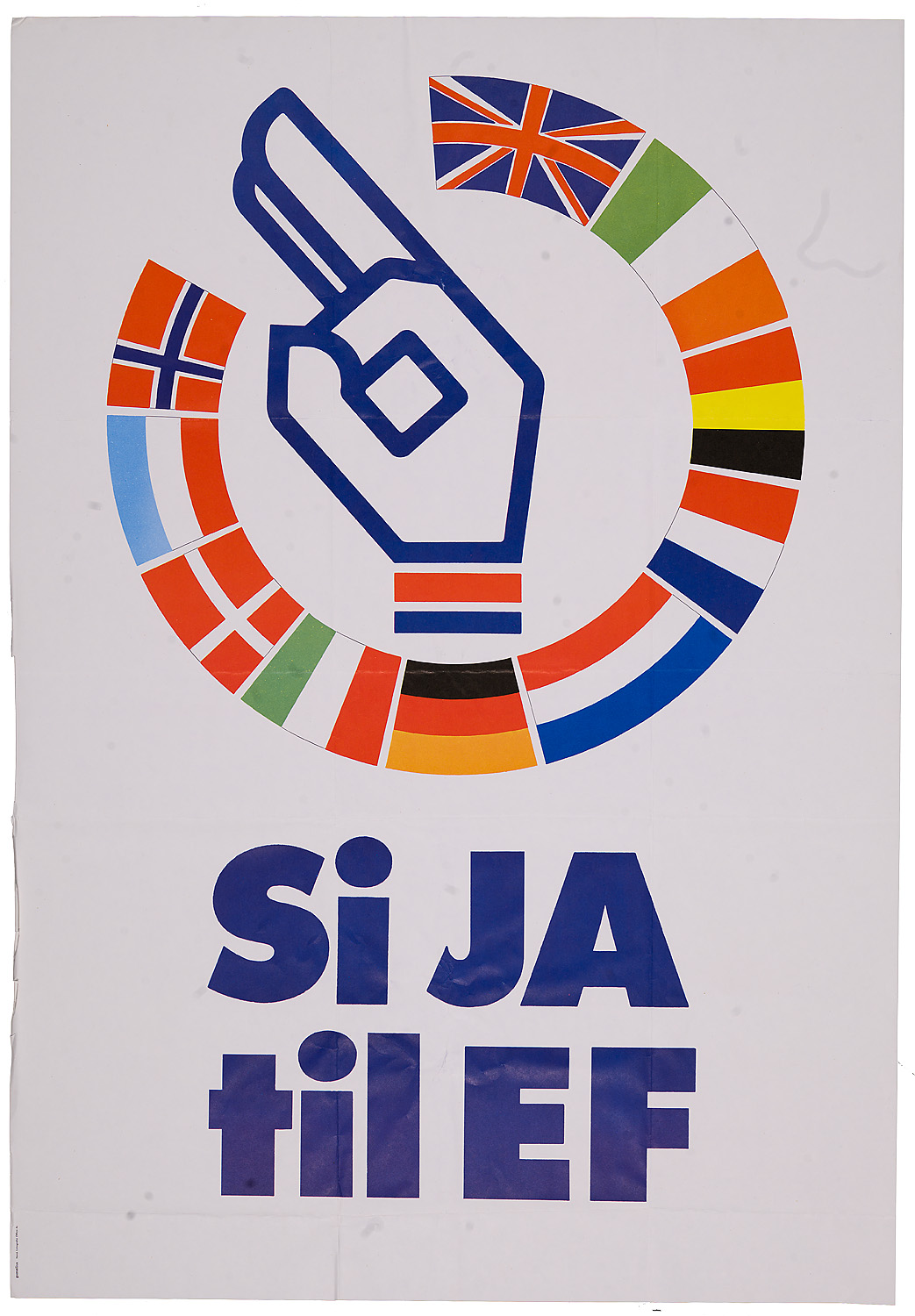
Plakat der Ja-Kampagne

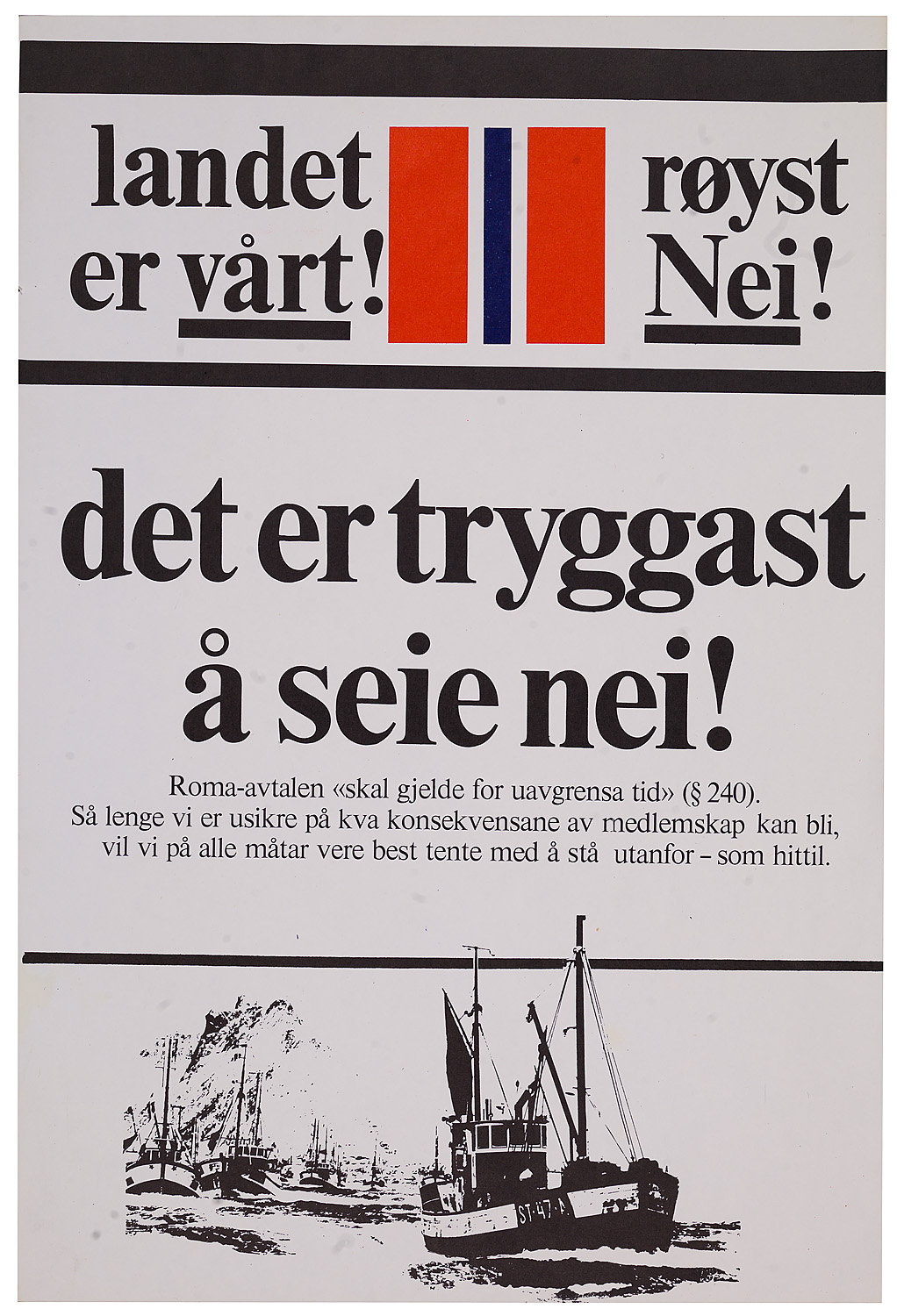
Plakat der Nein-Kampagne

Die Europäischen Wirtschaftsgemeinschaft (EWG) wurde 1957 gegründet. Zu den sechs Gründungsmitgliedern gehörten die Bundesrepublik Deutschland, Frankreich, die Benelux-Staaten und Italien. Alle EWG-Staaten der ersten Stunde gehörten auch zum westlichen Militärbündnis NATO. Die EWG erwies sich schnell als wirtschaftliches Erfolgsmodell und in allen Mitgliedsstaaten kam es zu einem starken Wirtschaftsaufschwung. Norwegen war nach dem Zweiten Weltkrieg der NATO beigetreten und verfügte über enge wirtschaftliche Bindungen zu West- und Mitteleuropa. Schon in den 1960er Jahren gab es zwei Versuche 1961 und 1967 von norwegischer Seite, mit der EWG in Verhandlungen über einen EWG-Beitritt Norwegens einzutreten. Diese Verhandlungen (wie auch die anderer Länder, wie des Vereinigten Königreichs) wurden durch den französischen Präsidenten Charles de Gaulle blockiert, der keine EWG-Erweiterung wünschte. Erst nach dem Rücktritt de Gaulles im Jahr 1969 wurde der Weg für die Aufnahme weiterer Länder in die EWG frei.
Im Jahr 1970 beschloss der norwegische Storting mit 132 Stimmen zu 17 Stimmen, einen erneuten Antrag auf Beitritt zur EWG zu stellen. Bei dem Antrag spielte auch der Umstand, dass zuvor die Verhandlungen über eine engere Zusammenarbeit der nordischen Länder gescheitert waren, eine Rolle. Die anfängliche große parlamentarische Mehrheit begann jedoch schon während der Verhandlungen abzunehmen und ein Antrag auf Einstellung der Beitrittsverhandlungen gewann 1971 im Parlament 37 Stimmen. Die Sosialistisk Folkeparti (SP) war von Anfang an dagegen und in der Kristelig Folkeparti (KrF) und Venstre mehrten sich die kritischen Stimmen. Schließlich wurde die Abhaltung eines Referendums über die Beitrittsfrage beschlossen.
Die Befürworter des EWG-Beitritts schlossen sich in der Ja til EF („Ja zur EG“) -Kampagne zusammen. Die meisten Presseorgane unterstützten das Ja-Votum, ebenso wie die großen Gewerkschaften und Arbeitgeberverbände. Auf der anderen Seite stand die Folkebevegelsen mot norsk medlemskap i EEC („Volksbewegung gegen eine norwegische Mitgliedschaft in der EWG“), in der sich viele Bauern, Fischer, einzelne Intellektuelle und Vertreter des linken Spektrums sammelten. Hauptargumente für den Beitritt waren wirtschaftliche Vorteile durch den gemeinsamen europäischen Markt, das Hauptgegenargument war der Verlust an norwegischer Souveränität, die fehlende parlamentarische Kontrolle der Europäischen Kommission und die mögliche Einschränkung norwegischer Fischereirechte.

## Frage des Referendums
Die den Wählern am 24. und 25. September 1972 vorgelegte Frage lautete:

„Bør Norge bli medlem av De Europeiske Fellesskap?“

„Soll Norwegen der Europäischen Gemeinschaft beitreten?“

## Abstimmungsergebnis

Landesweite Ergebnisse nach Stimmbezirken

Die folgende Tabelle zeigt die Ergebnisse nach Wahlbezirken:
| Wahlbezirk       | Wahl- berechtigte | Ungültige Stimmen | Abstimmende | Wahlbeteili- gung in % | Ja      | Ja   | Nein      | Nein |
| Wahlbezirk       | Wahl- berechtigte | Ungültige Stimmen | Abstimmende | Wahlbeteili- gung in % | Stimmen | in % | Stimmen   | in % |
| ---------------- | ----------------- | ----------------- | ----------- | ---------------------- | ------- | ---- | --------- | ---- |
| Østfold          | 152.835           | 392               | 121.498     | 79,8                   | 58.931  | 48,5 | 62.567    | 51,5 |
| Akershus         | 217.851           | 542               | 180.503     | 83,1                   | 102.521 | 56,8 | 77.982    | 43,2 |
| Oslo             | 356.153           | 619               | 291.654     | 82,1                   | 193.980 | 66,5 | 97.674    | 33,5 |
| Hedmark          | 124.960           | 519               | 99.508      | 80,0                   | 44.150  | 44,4 | 55.358    | 55,6 |
| Oppland          | 120.082           | 314               | 94.114      | 78,6                   | 37.550  | 39,9 | 56.564    | 60,1 |
| Buskerud         | 139.999           | 400               | 110.387     | 79,1                   | 59.532  | 53,9 | 50.855    | 46,1 |
| Vestfold         | 119.780           | 247               | 94.355      | 85,4                   | 53.515  | 56,7 | 40.840    | 43,3 |
| Telemark         | 108.485           | 211               | 84.056      | 77,7                   | 32.284  | 38,4 | 51.772    | 61,6 |
| Aust-Agder       | 55.276            | 138               | 40.909      | 74,4                   | 18.659  | 45,6 | 22.250    | 54,4 |
| Vest-Agder       | 81.707            | 177               | 64.100      | 78,7                   | 27.510  | 42,9 | 36.590    | 57,1 |
| Rogaland         | 174.925           | 309               | 138.601     | 79,4                   | 62.096  | 44,8 | 76.505    | 55,2 |
| Hordaland        | 248.675           | 511               | 198.095     | 79,9                   | 96.996  | 49,0 | 101.099   | 51,0 |
| Sogn og Fjordane | 67.335            | 153               | 51.705      | 77,0                   | 15.923  | 30,8 | 35.782    | 69,2 |
| Møre og Romsdal  | 146.917           | 240               | 114.709     | 78,2                   | 33.504  | 29,2 | 81.205    | 70,8 |
| Sør-Trøndelag    | 159.730           | 248               | 122.092     | 76,6                   | 51.827  | 42,4 | 70.265    | 57,6 |
| Nord-Trøndelag   | 77.954            | 107               | 60.495      | 77,7                   | 19.101  | 31,6 | 41.394    | 68,4 |
| Nordland         | 157.183           | 549               | 120.979     | 77,3                   | 33.228  | 27,5 | 87.751    | 72,5 |
| Troms            | 88.174            | 385               | 66.499      | 75,9                   | 19.820  | 29,8 | 46.679    | 70,2 |
| Finnmark         | 47.326            | 327               | 35.709      | 76,1                   | 10.560  | 29,6 | 25.149    | 70,4 |
| Gesamt           | 2.680.907         | 6.388             | 2.089.968   | 79                     | 971.687 | 46,5 | 1.118.281 | 53,5 |

Im Ergebnis wurde der EWG-Beitritt in den ländlichen Regionen überwiegend abgelehnt (62,0 % Nein-Stimmen in den ländlichen Kommunen gegenüber 56,2 % Ja-Stimmen in den städtischen Kommunen) und es ergab sich nur in der bevölkerungsreichen Region um die Hauptstadt Oslo eine überwiegende Zustimmung. Als Folge dieser Niederlage und der offensichtlichen Fehleinschätzung des Wählerwillens trat die Regierung unter Premierminister Trygve Bratteli (Arbeiterpartei) zurück und eine Minderheitsregierung aus Christdemokraten, Zentrumspartei und Linken übernahm die Regierungsgeschäfte. Norwegen trat nicht der EWG bei und schloss dafür ein Freihandelsabkommen mit der EWG ab.

## Spätere Ereignisse (1994/95)
Nach dem Berliner Mauerfall, den Revolutionen im Jahr 1989 und dem Zerfall der Sowjetunion war für ehemals neutrale Staaten der Weg frei, westlichen Institutionen beizutreten. Schweden, Finnland und Österreich führten Verhandlungen und wurden zum 1. Januar 1995 Teil der Europäischen Union (zweite Norderweiterung). Auch die Verhandlungen zwischen Norwegen und der EU wurden im März 1994 abgeschlossen.
In allen vier Staaten entschieden die Bürger in Volksabstimmungen über den EU-Beitritt. In Österreich stimmten am 12. Juni 66,6 % dafür und 33,4 % dagegen (Wahlbeteiligung 82,4 %), in Finnland am 16. Oktober 56,9 % dafür und 43,1 % dagegen (74,0 %) und in Schweden am 13. November 52,3 % dafür und 46,8 % dagegen (83,3 %).
Am 28. November 1994 lehnten 52,2 % der abstimmenden Norweger (Wahlbeteiligung: 88,8 %) den EU-Beitritt ab.